# Neochelidon
Neochelidon is een monotypisch geslacht van zangvogels uit de familie zwaluwen (Hirundinidae). De enige soort is volgens de IOC World Bird List geplaatst in het geslacht Atticora :
- Atticora tibialis synoniem Neochelidon tibialis - witflankzwaluw